# Nguyễn Từ Huấn
Nguyễn Từ Huấn, sinh năm 1959 tại Việt Nam, là một sĩ quan người Mỹ gốc Việt của Quân đội Hoa Kỳ. Ngày 10 tháng 10 năm 2019, tại  Washington, D.C, ông Nguyễn Từ Huấn đã được thăng hàm Chuẩn đô đốc cấp thấp. Ông là Chuẩn đô đốc cấp thấp người Mỹ gốc Việt đầu tiên tại Hoa Kỳ.

## Cuộc đời
Nguyễn Từ Huấn sinh tại Huế, Việt Nam. Ông Huấn là con trai của Trung tá thiết giáp Quân lực Việt Nam Cộng hòa Nguyễn Tuấn và bà Từ Thị Như Tùng. Theo BBC, trong một trận đánh dịp Tết Mậu Thân vào Trại thiết giáp Phù Đổng, Sài Gòn, bố mẹ và năm anh chị em của ông Huấn đã bị biệt kích Việt Cộng Nguyễn Văn Lém (Bảy Lốp) giết tại nhà riêng. Ông Huấn khi đó cũng bị trúng đạn, nhưng vẫn được ở cạnh mẹ trong hai giờ trước khi bà mất máu rồi qua đời, may mắn ông vẫn sống sót. Người chú của ông Huấn lúc đó là một đại tá không quân đã nhận ông Huấn về làm con nuôi.

Có một số nguồn cho rằng việc sát hại gia đình ông Nguyễn Từ Huấn là do Bảy Lốp thực hiện dẫn đến việc Tướng Nguyễn Ngọc Loan tử hình ông này trên đường phố Sài Gòn vào năm 1968.
Năm 1975, khi được 16 tuổi, ông Huấn và gia đình người chú đại tá không quân Nguyễn Tú cùng vợ ông là bà Kim Chi rời khỏi Sài Gòn trước khi chế độ Việt Nam Cộng hòa sụp đổ. Ông Huấn cảm kích trước việc hải quân Mỹ thuộc Hạm đội 7 khi đó đã giúp dỡ những Người Việt trong việc di tản, đưa họ đến đảo Guam an toàn, vì vậy ông đã nuôi ý muốn sau này sẽ gia nhập Hải quân Hoa Kỳ. Gia đình đại tá Nguyễn Tú trong đó có Nguyễn Từ Huấn sau đó đã được một đại tá không quân Mỹ là Ed Veiluva bảo trợ để giúp họ được nhập cư vào Hoa Kỳ theo diện tị nạn chính trị.

## Sư nghiệp quân ngũ
Năm 1981, Nguyễn Từ Huấn tốt nghiệp bằng cử nhân kỹ sư điện tại Đại học Oklahoma, ông học thêm thạc sĩ tại Đại học Southern Methodist, Đại học Purdue và Đại học Carnegie Mellon chuyên ngành kỹ thuật thông tin. Nguyễn Từ Huấn làm việc cho bộ phận thiết kế các hệ thống điều khiển điện tử trên chiến đấu cơ thuộc Bộ Quốc phòng Hoa Kỳ. Năm 1991, Nguyễn Từ Huấn đăng ký vào quân đội, cũng là lúc Chiến tranh Vùng Vịnh đang diễn ra. Năm 1993, ông Huấn trở thành sĩ quan hải quân trừ bị và đồng thời ông cũng làm thêm việc ở Bộ Năng lượng. Ông Huấn tiếp tục chuyển công việc sang làm cho General Motors (GM), phụ trách mảng thiết kế hệ thống điện tử cho xe hơi.
Tháng 6 năm 2013, Ông Huấn được thăng hàm cấp Hạm trưởng. Từ năm 2018, ông Huấn là Phó phòng Truyền tin, Bộ Tư lệnh các Hệ thống hải quân biển (NAVSEA). Theo trang thông tin Quốc hội Hoa Kỳ (Congress.gov) ngày 5 tháng 6 năm 2019, một hồ sơ của Đại tá Nguyễn Từ Huấn được văn phòng Tổng thống Donald Trump gởi đến Quốc hội và sau đó chuyển qua Ủy ban Quân sự Thượng viện Mỹ về việc đề bạt ông lên cấp bậc Chuẩn đô đốc cấp thấp, thuộc binh chủng Hải quân Trừ bị Hoa Kỳ. Phó Đề đốc Nguyễn Từ Huấn trở thành người Việt thứ tư mang cấp tướng trong Quân đội Hoa Kỳ.
Ngày 10 tháng 10 năm 2019, tại Washington, D.C, Hạm trưởng Nguyễn Từ Huấn được thăng lên cấp bậc Phó Đề đốc Hải Quân Hoa Kỳ.
Tại lễ thăng quân hàm có mặt Bà Nguyễn Kim Hương là vợ ông và 3 người con, cùng gia đình người chú Nguyễn Tú đã cưu mang ông và Thiếu tướng Lương Xuân Việt, Phó Tư lệnh hành quân Quân đoàn 8 ở Nam Hàn; Chuẩn tướng Châu Lập Thể Flora, Phó Tư lệnh Lục quân Hoa Kỳ tại Châu Phi kiêm Chỉ huy trưởng Lữ đoàn Vệ binh Quốc gia Virgina 91th.
Phó Đề đốc Nguyễn Từ Huấn hiện đang làm việc cho Bộ Tư lệnh Hệ thống Kỹ thuật Hải quân Mỹ (Naval Sea Systems Command – NAVSEA) với nhiệm vụ tham mưu phó Bộ tư lệnh NAVSEA, đặc trách An ninh Mạng.
Ông Nguyễn Từ Huấn từng được trao Huân chương Danh dự Legion of Merit, Huy chương Bronze Star của Hải quân và Thủy quân lục chiến.
"...Thật sự tôi không sợ chiến tranh. Tôi ghét chiến tranh tại vì tôi đã là nạn nhân của chiến tranh và tôi cũng là người đã từng tham gia trong chiến tranh. Chiến tranh đem đến những sự đau khổ, chia rẽ, tàn phá, không những chỉ con người mà cả môi trường, thành phố và những gì tốt đẹp của nhân loại. Nhưng mà chúng ta đang sống trong một xã hội có dân chủ, có hòa bình, có nhân quyền thì tôi muốn tham gia vào quân đội vì tôi muốn bảo tồn tự do, dân chủ và nhân quyền đó. Những giá trị đó, nếu chúng chúng ta không bảo tồn thì sẽ mất đi rất dễ dàng

— Phó Đề đốc Nguyễn Từ Huấn.

## Nhận xét
| “ | Vài tháng trước khi nghe tin Huấn được thăng chức lên Đề đốc thì tôi rất là xúc động, gần như là muốn ứa nước mắt luôn tại vì tôi thấy không những là một người bạn, đồng đội mà cũng là một người tị nạn như mình lại có hoàn cảnh rất đặc biệt. Khi tôi thấy những người như vậy mà có thể trải qua những thử thách trong đời sống và bây giờ có thể lên chức tướng thì tôi cho rằng giây phút này không những là giây phút đặc biệt mà là giây phút lịch sử — Thiếu tướng Lương Xuân Việt. | ” |

## Hình ảnh
- Nguyễn Từ Huấn tuyên thệ nhậm chức
- Phó đề đốc Huấn ngày thăng chức
- Phó đề đốc Huấn cùng gia đình